# Holländsk iris
Holländsk iris (Iris × hollandica) är en irisväxtart som beskrevs av Johannes Baptista Bergmans. Holländsk iris ingår i släktet irisar, och familjen irisväxter. Arten förekommer tillfälligt i Sverige, men reproducerar sig inte.